# Nazanin Boniadi
Nazanin Boniadi (persky نازنین بنیادی‎‎; * 22. května 1980 Teherán, Írán) je britská herečka a aktivistka. Narodila se v Íránu, vyrůstala v Londýně a studovala na univerzitě ve Spojených státech amerických, kde získala svou první velkou hereckou roli Leyly Mir v seriálu General Hospital (2007–2009) a jeho spin-offu General Hospital: Night Shift (2007). Je známá především jako Nora ze sitcomu Jak jsem poznal vaši matku (2011), Fara Sherazi z thrilleru Ve jménu vlasti (2013–2014), Esther z dramatu Ben Hur (2016), Clare Quayle ze sci-fi thrilleru Dva světy (2017–2018) a Zahra Kashani z akčního thrilleru Hotel Mumbai (2018).
V letech 2009 až 2015 byla mluvčí Amnesty International a od října 2015 do února 2021 působila jako členka správní rady Centra pro lidská práva v Íránu.

## Mládí
Boniadi se narodila v íránském Teheránu po íránské islámské revoluci. Necelý měsíc po narození byla nucena spolu s rodiči uprchnout z vlasti a stala se tak politickým uprchlíkem v Londýně, kde vyrůstala. V mládí hrála na housle a dělala balet.
Navštěvovala nezávislou školu v Hampsteadu. Studovala na Kalifornské univerzitě v Irvine, kde získala bakalářský titul Bachelor of Science v oboru biologických věd. Na této univerzitě získala cenu za výzkum týkající se léčby rakoviny a odmítnutí transplantovaného srdce. Byla také zástupkyní šéfredaktora MedTimes, vysokoškolských lékařských novin Kalifornské univerzity. V roce 2009 studovala na Royal Academy of Dramatic Art v Londýně.

## Kariéra
V roce 2006 se Boniadi přestala věnovat vědě a začala se věnovat herectví. Její první velkou hereckou rolí byla role Leyla Mir v seriálu General Hospital a jeho spin-offu General Hospital: Night Shift. Je první herečkou narozenou v Íránu, která dostala smlouvu na americkou telenovelu.
V roce 2008 byla nominována na cenu NAACP Image Awards za výkon v seriálu General Hospital.
Hrála také vedlejší role v několika hollywoodských filmech, například ve filmech Soukromá válka pana Wilsona (v režii Mike Nichols), Iron Man (v režii Jon Favreau) a Tři dny ke svobodě (v režii Paul Haggis).
V šesté sérii sitcomu Jak jsem poznal vaši matku hrála Noru, lásku postavy Barneyho Stinsona, kterou ztvárnil Neil Patrick Harris. Tuto roli si zahrála také v sedmé a deváté sérii seriálu.
V květnu 2013 patřila k obsazení třetí série thrilleru Ve jménu vlasti, kde si zahrála roli Fary Sherazi, CIA analytičky. Ve čtvrté sérii seriálu se stala stálou členkou, a také se podílela na nominaci seriálu na Cenu Sdružení filmových a televizních herců za nejlepší výkon obsazení dramatického seriálu v roce 2015.
Objevila se také v osmi epizodách 3. sérii seriálu Skandál v roli Adnan Salif. V remaku filmu Ben Hur (2016) ztvárnila Esther, milenku titulního hrdiny.
V roce 2014 namluvila soundtrack k íránskému dokumentárnímu filmu To Light a Candle, který natočil Maziar Bahari a který se zaměřuje na státem schvalované pronásledování baháistů v Íránu.
V roce 2018 hrála s Devem Patelem a Armiem Hammerem ve filmu Hotel Mumbai, který je dramatizací teroristických útoků v Bombaji z listopadu 2008. Za roli britsko-íránské dědičky Zahry Kashani byla v roce 2019 nominována na cenu AACTA Award v kategorii nejlepší ženský herecký výkon v hlavní roli.
V letech 2018 až 2019 získala uznání kritiků za ztvárnění role Clare Quayle v thrilleru Dva světy.
Na začátku roku 2020 vyšlo najevo, že byla Boniadi obsažena do blíže nespecifikované role v seriálu The Lord of the Rings na Amazon Prime Video.

## Aktivismus
Boniadi byla od roku 2009 do roku 2015 mluvčí Amnesty International USA (AIUSA) se zaměřením na nespravedlivé odsouzení a zacházení s íránskou mládeží, ženami a vězni svědomí. Má vlastní oficiální blog na stránkách AIUSA. V roce 2020 byla jmenována velvyslankyní Amnesty International se zaměřením na ženy a Írán.
Společně s Morganem Freemanem namluvili veřejnou reklamu AIUSA „Power of Words“, která získala cenu Webby Award; spolu s organizací vedla kampaň za mezinárodní zákon o násilí na ženách; působila jako diskutérka a moderátorka akcí týkajících se práv Íránců a spolu s AIUSA stála v čele projektu The Neda Project.
V prosinci 2010 iniciovala petici Amnesty International za íránské filmové režiséry Džafara Panahího a Mohammada Rasoulofa, kteří byli odsouzení za „protistátní propagandu“. Petici podepsalo více než 21 000 lidí, včetně významných hollywoodských režisérů a herců. Dne 8. června 2011 se připojila k delegaci vedené hollywoodským režisérem Paulem Haggisem a výkonným ředitelem AIUSA Larrym Coxem, aby předala petici íránské misi v New Yorku.
Dne 3. června 2011 se připojila k Sarah Shourd, která držela hladovku, a napsala článek na podporu kampaně týkající se věznění Shanea Bauera a Joshe Fattala v Íránu.
V roce 2011 získala na festivalu Ischia Global Film & Music Award cenu Social Cinema Award za svou práci pro Amnesty International v oblasti lidských práv.
Dne 9. dubna 2012 se vrátila na Kalifornskou univerzitu v Irvine, aby podpořila kampaň Education Under Fire, která vyzývá k ukončení schvalované diskriminace a pronásledování baháistů v Íránu.
V roce 2012 pronesla hlavní závěrečnou řeč na XX Factoru, věnovanou právům žen, který se konal ve Washingtonu, D.C.
V prosinci 2012 společně s Roxanou Saberi zahájili petici a kampaň Amnesty International za propuštění neprávem vězněného filmaře Behrouze Ghobadiho, bratra uznávaného filmaře Bahmana Ghobadiho, v Íránu. Petici podepsali významní hollywoodští režiséři a herci, stejně jako významné organizace a festivaly filmového průmyslu. Dne 22. ledna 2013 Amnesty International oznámila, že byl Behrouz Ghobadi propuštěn na kauci.
V květnu 2013 byla hlavní řečníci na 13. výroční konferenci kongresmanky Eddie Bernice Johnson „A World of Women for World Peace“ v texaském Dallasu.
Je autorkou článků pro média, jako jsou CNN, The Washington Post a Atlantic Media.
V roce 2014 byla vybrána think tankem Rady pro mezinárodní vztahy jako dočasný člen. Následně byla v roce 2020 zvolena doživotní členkou Rady pro mezinárodní vztahy.
Od října 2015 do února 2021 byla členkou správní rady Centra pro lidská práva v Íránu.
V dubnu 2019 s ní moderátorka zpravodajské stanice CBC News Network Natasha Fatáh hovořila o osudu právničky Nasrín Sotúdeové, která byla v íránském Teheránu odsouzena až k 38 letům odnětí svobody. Vystupovala také v BBC News a CNN International.
V roce 2018 ji časopis People označil jako jednu z 25 žen, které mění svět. V roce 2020 obdržela ceny Raising Awareness Award a Ellis Island Medal of Honor od Freedom House.

## Osobní život
Boniadi hovoří plynně anglicky a persky. Žije v Los Angeles v Kalifornii.

### Scientologie
V polovině roku 2000 byla scientoložkou. Její matka byla také scientoložkou.
Na přelomu let 2004 až 2005 měla krátký vztah s hercem Tomem Cruisem. Podle dokumentárního filmu Going Clear: Scientology and the Prison of Belief nebylo její seznámení s Cruisem náhodné a scientologická církev ji na tuto roli připravila a nastrčila. Církev ji také prověřila spolu s desítkami dalších žen jako potenciální Cruisovu manželku, ovšem Boniadi nebyla vybrána.
V roce 2004 pracovala jako dobrovolnice pro Úřad pro zvláštní události v Los Angeles, když jí církevní představitel Greg Wilhere oznámil, že byla vybrána pro zvláštní projekt. Boniadi bylo řečeno, že jí musí být odstraněna rovnátka a upraven melír. Byla také vyzvána, aby ukončila vztah se svým dlouholetým přítelem. Musela podepsat smlouvu o mlčenlivosti, v níž stalo, že se tohoto zvláštního projektu nesmí vzdát bez souhlasu církve.
Asi o měsíc později, poté, co pro církev odletěla do New Yorku, se dozvěděla, že tímto projektem je stát se vhodnou přítelkyní pro Cruise. Ve své výpovědi uvedla, že „byl na začátku vztahu velmi romantický, ale jak vztah postupoval, začal mít záchvaty vzteku. Začal projevovat násilnické sklony“. Po ukončení vztahu v lednu 2005 se svěřila se svým zklamáním příteli a spolubratrovi z církve. Byla potrestána podle církevních pravidel: „musela o půlnoci kopat příkopy a drhnout dlaždice... Měla zákaz vycházení... Všude ji doprovázeli“. Vypověděla také, že se cítila jako „oběť otroctví, protože cestovala přes hranice států pod falešnou záminkou“.

### Odstup z církve
Boniadi brzy poté opustila scientologickou církev a od října 2014 se označuje za „nepraktikující muslimku“.
Dne 10. května 2017 americký novinář Tony Ortega informoval o svědectví FBI, které Boniadi poskytla v lednu 2010 ohledně svého vztahu s Cruisem prostřednictvím scientologické církve. Ve své výpovědi popisuje, jak ji vybrali jako Cruisovu přítelkyni.
V roce 2017 poblahopřála na Twitteru Leah Remini a Mikeu Rinderovi k tomu, že jejich seriál Leah Remini: Scientology and the Aftermath získal cenu Emmy Award.

## Filmografie

### Filmová
| Rok  | Film                        | Role                 | Poznámky    |
| ---- | --------------------------- | -------------------- | ----------- |
| 2006 | Kal: Yesterday & Tomorrow   | Simmi                | Krátký film |
| 2007 | Gameface                    | Taylor               |             |
| 2008 | Soukromá válka pana Wilsona | Afghan Refugee Woman |             |
| 2008 | Iron Man                    | Amira Ahmed          | Cameo       |
| 2009 | Diplomacy                   | Persian Interpreter  | Krátký film |
| 2010 | Tři dny ke svobodě          | Elaine               |             |
| 2012 | Shirin in Love              | Shirin               |             |
| 2015 | Desert Dancer               | Parisa Ghaffarian    |             |
| 2016 | Ben Hur                     | Esther               |             |
| 2016 | Pasažéři                    | Wake-Up Hologram     |             |
| 2018 | Hotel Mumbai                | Zahra Kashani        |             |
| 2019 | Šokující odhalení           | Rudi Bakhtiar        |             |

### Televizní
| Rok        | Název                         | Role           | Poznámky                       |
| ---------- | ----------------------------- | -------------- | ------------------------------ |
| 2007       | The Game                      | Josie          | 2 epizody                      |
| 2007       | General Hospital: Night Shift | Leyla Mir      | 13 epizod                      |
| 2007–2009  | General Hospital              | Leyla Mir      | 119 epizod                     |
| 2010       | The Deep End                  | Heather Mosson | Epizoda „To Have and to Hold“  |
| 2010       | 24 hodin                      | Blonde Woman   | 2 epizody                      |
| 2010       | Hawthorne                     | Aneesa Amara   | Epizoda „Final Curtain“        |
| 2011       | Kravaťáci                     | Lauren Pearl   | Epizoda „Errors and Omissions“ |
| 2011, 2014 | Jak jsem poznal vaši matku    | Nora           | 10 epizod                      |
| 2012       | CSI                           | Nurse Lauren   | Epizoda „Seeing Red“           |
| 2012       | Best Friends Forever          | Naya           | 2 epizody                      |
| 2013       | Go On                         | Hannah         | Epizoda „Gooooaaaallll Doll!“  |
| 2013       | Chirurgové                    | Amrita         | Epizoda „The Face of Change“   |
| 2013–2014  | Ve jménu vlasti               | Fara Sherazi   | 12 epizod                      |
| 2014       | Skandál                       | Adnan Salif    | 7 epizod                       |
| 2017–2018  | Dva světy                     | Clare Quayle   | 17 epizod                      |
| 2022       | The Lord Of The Rings         | TBA            | Hlavní role                    |